# Cheapman Bay
Die Cheapman Bay ist eine 6 km breite Bucht an der Südküste Südgeorgiens nahe dem westlichen Ende dieser Insel. Sie liegt unmittelbar westlich der King Haakon Bay.
Teilnehmer einer von 1877 bis 1878 dauernden US-amerikanischen Robbenfangexpedition benannten einen Küstenabschnitt in der Umgebung der Bucht als Cheapman Strand. Der britische Zoologe L. Harrison Matthews (1901–1986) verwendete diesen Namen 1931 in seinem Bericht zu den Discovery Investigations. Alternativ dazu war auf Südgeorgien der Name Langestrand (norwegisch für Langer Strand) für diesen Küstenabschnitt am Kopfende der Bucht bzw. für die Bucht selbst geläufig und fand so auch auf einer Landkarte der britischen Admiralität aus dem Jahr 1931 Verwendung. Da jedoch Erkundungen des South Georgia Survey zwischen 1951 und 1952 ergaben, dass mindestens vier weitere Strände Südgeorgiens diesen Namen trugen, wurde diese Benennung verworfen und stattdessen der heute etablierte Name für die Bucht festgeschrieben.